# Stadion im. Iona Moiny
Stadion im. Iona Moiny (rum. Stadionul Ion Moina) – nieistniejący już stadion sportowy znajdujący się w mieście Kluż-Napoka, rozebrany w 2009 roku, na którego miejscu powstał nowy stadion Cluj Arena. Obiekt był macierzystym stadionem klubów CFR 1907 Kluż i Universitatea Kluż-Napoka. Stadion mógł pomieścić 28 tys. widzów.

## Galeria

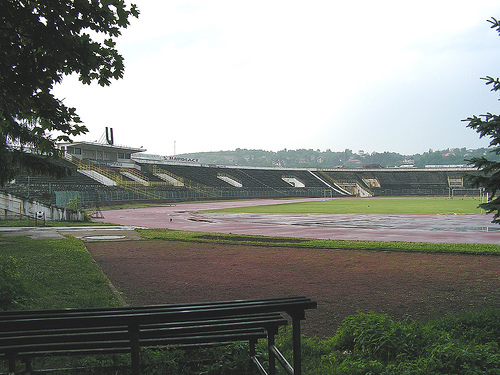
stary Stadion Ion Moina